# إكاتيرينا ستيفانيدي
كاترينا ستيفانيدي (Κατερίνα Στεφανίδη) اللاعبة أولمبية يونانية مختصة بالقفر بالزانة، وهي من مواليد 4 شباط (فبراير 1990. كاترينا حائزة على الميدالية الذهبية في الألعاب الأولمبية الصيفية 2016 حيث حققت مسافة 4.85 متر.
نافست في مسابقة القفز بالزانة في الألعاب الأولمبية الصيفية 2012 التي أقيمت في لندن. 
كما أنها بطلة الرابطة الوطنية لرياضة الجامعات لعام 2012. رقمها القياسي الشخصي هو 4.86 متر في الملاعب الخارجية. كما أنها بطلة بطولة العالم للشباب لألعاب القوى عام 2005، وبطلة بطولة أوروبا لألعاب القوى 2016 في القفز بالزانة للسيدات.

## إنجازاتها

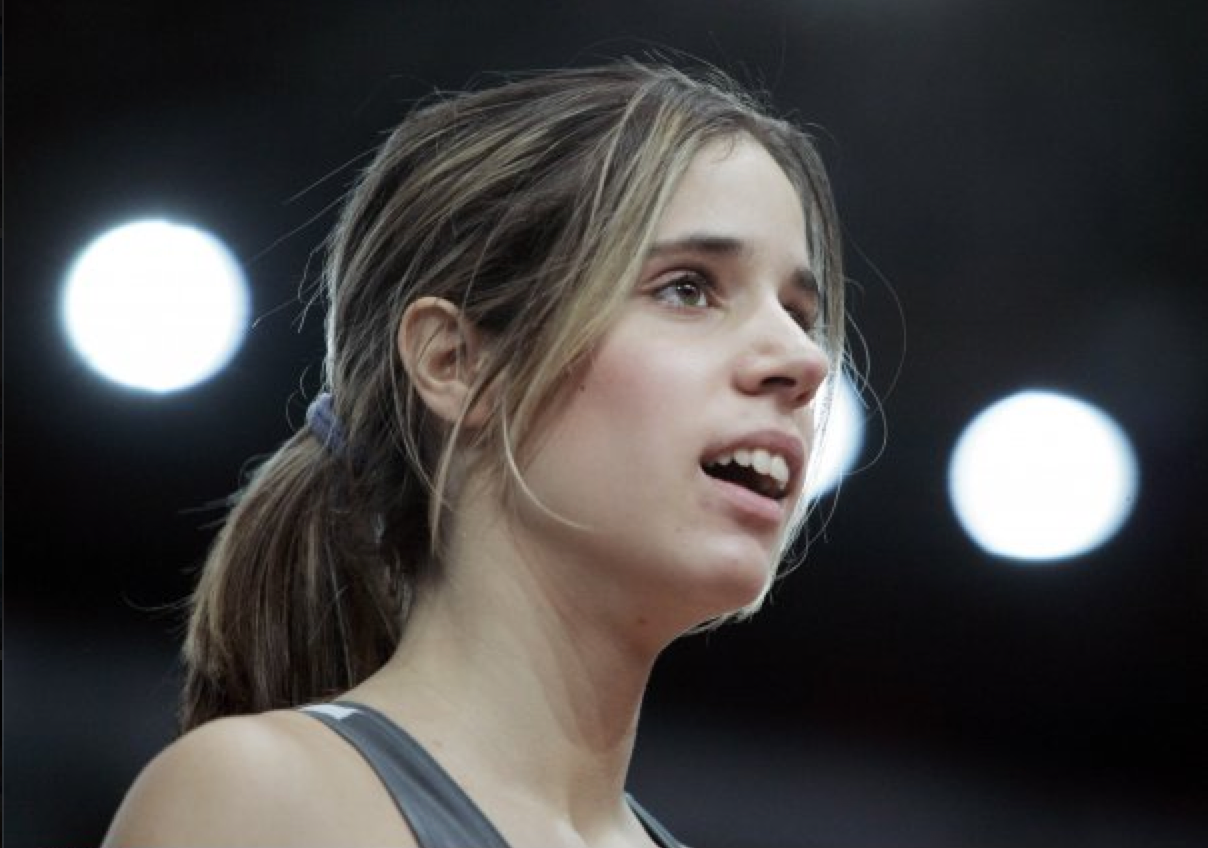
كاترينا عام 2013

| العام        | المسابقة                                      | المكان             | المركز            | ملاحظة                                                          |              |
| تمثّل اليونان | تمثّل اليونان                                  | تمثّل اليونان       | تمثّل اليونان      | تمثّل اليونان                                                    | تمثّل اليونان |
| ------------ | --------------------------------------------- | ------------------ | ----------------- | --------------------------------------------------------------- | ------------ |
| 2005         | بطولة العالم للشباب لألعاب القوى 2005         | مراكش              | الأول             | 4.30 متر                                                        |              |
| 2007         | بطولة العالم للشباب لألعاب القوى 2007         | أوسترافا           | 2nd               | 4.25 متر                                                        |              |
| 2008         | بطولة العالم للناشئين لألعاب القوى 2008       | بيدغوشتش           | الثالث            | قفز بالزانة سيدات - ارتفاع 4.25 متر                             |              |
| 2011         | بطولة أوروبا لألعاب القوى تحت 23 سنة 2011     | أوسترافا           | الثاني            | قفز بالزانة سيدات - ارتفاع 4.45 متر                             |              |
| 2011         | بطولة الجامعات لألعاب القوى 2011              | شنجن (الصين)       | الثالث            | قفز بالزانة سيدات - ارتفاع 4.45 متر                             |              |
| 2012         | بطولة أوروبا لألعاب القوى 2012                | هلسنكي             | النهائي           | قفز بالزانة سيدات                                               |              |
| 2012         | ألعاب القوى في الألعاب الأولمبية الصيفية 2012 | لندن               | المركز 24 (خروج)  | قفز بالزانة سيدات - ارتفاع 4.25 متر                             |              |
| 2013         | بطولة أوروبا لألعاب القوى داخل الصالات 2013   | غوتنبرغ            | الثالث عشر (خروج) | قفز بالزانة سيدات - ارتفاع 4.36 متر                             |              |
| 2014         | بطولة أوروبا لألعاب القوى 2014                | زيورخ              | الثاني            | قفز بالزانة سيدات - ارتفاع 4.60 متر                             |              |
| 2015         | بطولة أوروبا لألعاب القوى داخل الصالات 2015   | براغ               | الثاني            | قفز بالزانة سيدات - ارتفاع 4.75 متر                             |              |
| 2015         | بطولة العالم لألعاب القوى 2015                | بكين               | المركز 15 (خروج)  | بطولة العالم لألعاب القوى 2015 ارتفاع 4.45 متر                  |              |
| 2016         | بطولة العالم لألعاب القوى داخل الصالات 2016   | بورتلاند (أوريغون) | الثالث            | 4.80 متر                                                        |              |
| 2016         | بطولة أوروبا لألعاب القوى                     | أمستردام           | الأول             | بطولة أوروبا لألعاب القوى 2016 - ارتفاع 4.81 متر                |              |
| 2016         | ألعاب القوى في الألعاب الأولمبية الصيفية 2016 | ريو دي جانيرو      | الأول             | ألعاب القوى في الألعاب الأولمبية الصيفية 2016 - ارتفاع 4.85 متر |              |

## روابط خارجية
- إكاتيرينا ستيفانيدي على موقع الاتحاد الدولي لألعاب القوى (الإنجليزية)
- إكاتيرينا ستيفانيدي على موقع الدوري الماسي (الإنجليزية)
- إكاتيرينا ستيفانيدي على موقع TFRRS.org (الإنجليزية)
- إكاتيرينا ستيفانيدي على موقع اللجنة الأولمبية الدولية (الإنجليزية)
- إكاتيرينا ستيفانيدي على موقع أوليمبيديا (الإنجليزية)